# Eraydın
Eraydın ist ein türkischer männlicher Vorname und Familienname mit der Bedeutung „ein gebildeter Mensch“ (übertragen: „Intellektueller“), gebildet aus den Elementen er und aydın.

## Namensträger

### Familienname
- Başak Eraydın (* 1994), türkische Tennisspielerin
- Yavuz Eraydın (* 1976), türkischer Fußballtorhüter